# Змијоноша (сазвежђе)
Змијоноша (лат. Ophiuchus) једно је од 88 модерних и 48 првобитних Птолемејевих сазвежђа. Већ годинама трају расправе астролога да ли треба Змијоношу уврстити међу знакове зодијака, али пуно већи број стручњака заступа став да то не би требало да се учини.

## Локација
Змијоноша се налази између Орао, Змије, Шкорпије, Стрелца и Херкула, северозападно од центра Млечног пута. Јужни део лежи између Шкорпије на западу и Стрелца на истоку. На северној хемисфери најбоље се види лети. То је супротно од Ориона. Змијоноша је приказан као човек који хвата змију; интерпозиција његовог тела дели змијско сазвежђе Серпенс на два дела, Серпенс Капут и Серпенс Кауда. Змијоноша се простире на екватору, а већина његовог подручја лежи на јужној хемисфери. Расалхаг, његова најсјајнија звезда, налази се близу северне ивице Змијоноше на око +12° 30′ деклинације.